# New Pine Creek (Oregón)
New Pine Creek es un lugar designado por el censo ubicado en el condado de Lake en el estado estadounidense de Oregón. En el año 2010 tenía una población de 120 habitantes.

## Geografía
New Pine Creek se encuentra ubicado en las coordenadas 41°59′39″N 120°17′50″O / 41.99417, -120.29722.